# Adam Baker
Adam Baker (1974) é um engenheiro mecânico australiano-alemão que ocupou o cargo de diretor-executivo do Audi Formula Racing GmbH até maio de 2025.

## Carreira
Baker nasceu na Austrália em 1974, mas é cidadão alemão desde 2018. Em 1997, ele concluiu seu curso de engenharia mecânica na Universidade de Tecnologia de Swinburne. Ele seguiu com um diploma de pós-graduação em direito pela Universidade de Melbourne em 1999.
De 1998 a 2000, Baker trabalhou como engenheiro no desenvolvimento de carros de rua para a fabricante de automóveis Holden na Austrália, fazendo a transição para o automobilismo em 2001. Como engenheiro de motores e sistemas, ele deu suporte à fábrica da Infiniti IndyCar e às equipes de clientes nos Estados Unidos para corridas e testes. Entre 2002 e 2005, Baker trabalhou como engenheiro de equipe de corrida para a fabricante de motores de Fórmula 1 Cosworth. A Cosworth o designou para as equipes clientes Arrows (2002), Jordan (2003) e, mais tarde, para a equipe de fábrica Jaguar (2004).
No início de 2005, ele se tornou o líder da equipe de motores da equipe cliente da Minardi. Em meados de 2005, ele foi transferido para a BMW Motorsport como engenheiro de equipe de corrida para a equipe de Fórmula 1 da Williams, que utilizava motores BMW e, depois para a equipe BMW Sauber antes de se tornar o chefe da equipe de corrida e teste em 2007 para o motor BMW. Em 2010, Baker assumiu como chefe do departamento de trem de força na BMW Motorrad Motorsport para o programa da BMW no Campeonato Mundial de Superbike. Ele liderou o departamento de desenvolvimento de trem de força da BMW Motorsport em 2011, incluindo seu projeto no Deutsche Tourenwagen Masters (DTM), e executou todo o programa de corrida DTM e testes de pista a partir de meados de 2012.
De 2013 a 2018, Baker foi responsável por todos os programas de corrida e teste da BMW Motorsport e construção de carros para clientes. Isso incluía as seguintes categorias: Fórmula E, Campeonato Mundial de Endurance (WEC), International Motor Sports Association (IMSA), DTM, GT3 e GT4. Entre 2018 e 2021, ele foi o diretor de segurança da Federação Internacional de Automobilismo (FIA), responsável por desenvolver e implementar soluções técnicas e operacionais para prevenir ferimentos fatais e graves no automobilismo.
Em 2021, Baker se mudou para a Audi, como diretor-executivo da Audi Formula Racing GmbH e diretor de projetos da Audi na Fórmula 1, onde desenvolveu o conceito técnico, estratégico, operacional e financeiro para o primeiro envolvimento da marca no Campeonato Mundial de Fórmula 1 da FIA. A unidade de potência híbrida desenvolvida internamente na unidade de Neuburgo da Audi irá para a linha de largada no início da temporada de 2026.
Em 5 de maio de 2025, após realizar uma reestruturação, a Audi confirmou a saída Baker por meio de um acordo mútuo, com o engenheiro Christian Foyer sendo contratado como diretor de operações da equipe, assumindo também funções antes ocupadas por Baker, com o cargo de diretor-executivo sendo eliminado da estrutura. E, que, ainda havia realocado Mattia Binotto para a chefia do seu projeto de Fórmula 1.